# Kalophrynus anya
Kalophrynus anya é uma espécie de anfíbio anuros da família Microhylidae. Está presente em Myanmar. A UICN classificou-a como em perigo crítico.